# Bow Lake
Bow Lake är en sjö i Kanada.   Den ligger i provinsen Alberta, i den centrala delen av landet, 3 000 km väster om huvudstaden Ottawa. Bow Lake ligger 1 937 meter över havet. Arean är 3,2 kvadratkilometer. Den sträcker sig 2,4 kilometer i nord-sydlig riktning, och 3,2 kilometer i öst-västlig riktning.
Trakten runt Bow Lake består i huvudsak av gräsmarker. Trakten runt Bow Lake är nära nog obefolkad, med mindre än två invånare per kvadratkilometer.